# Festival del cinema africano, d'Asia e America Latina di Milano 2012
La 22ª edizione del Festival del cinema africano, d'Asia e America Latina di Milano ha avuto luogo dal 19 al 25 marzo 2012.

## Film in concorso

### Concorso lungometraggi Finestre sul Mondo
- Asalto al cine di Iria Gómez Concheiro (Messico)
- Aujourd'hui di Alain Gomis (Francia/Senegal)
- Man Without a Cellphone di Sameh Zoabi (Palestina/Canada/Usa)
- Mort à vendre di Faouzi Bensaïdi (Marocco/Belgio/Francia)
- Porfirio di Alejandro Landes (Colombia)
- Sur la planche di Leïla Kilani (Marocco/Francia)
- The Mirror Never Lies di Kamila Andini (Indonesia)
- UFO in Her Eyes di Guo Xiaolu (Cina/Germania)
- Ulises di Óscar Godoy (Cile/Argentina)

### Concorso per il miglior film africano
- Always Brando - Quand tombent les étoiles di Ridha Behi (Tunisia)
- Man on Ground di Akin Omotoso (Sudafrica/Nigeria)
- Matière grise di Kivu Ruhorahoza (Ruanda/Australia)
- Mort à vendre di Faouzi Bensaïdi (Marocco/Belgio/Francia)
- Por aqui tudo bem di Pocas Pascoal (Angola/Portogallo)
- Sur la planche di Leïla Kilani (Marocco/Francia)

### Concorso documentari
- Duch, le maître des forges de l'enfer di Rithy Panh (Cambogia/Francia)
- El lugar más pequeño di Tatiana Huezo Sánchez (Messico)
- El salvavidas, di Maite Alberdi (Cile)
- La Vièrge, les Coptes et moi di Namir Abdel Messeeh (Egitto/Francia)
- Money and Honey di Jasmine Lee Ching-hui (Taiwan)
- Moving Up di Loghman Kaledi (Iran)
- Rouge Parole di Elyes Baccar (Tunisia/Svizzera/Qatar)
- The Collaborator and His Family di Ruthie Shatz e Adi Barash (Israele/USA/Francia)

### Concorso cortometraggi africani
- A Resident of the City di Adham El Sherif (Egitto)
- Demain, Alger? di Amin Sidi-Boumédiène (Algeria)
- Hasaki - Les Sabres di Cédric Ido (Burkina Faso/Francia)
- La Dernière Caravane di Foued Mansour (Francia/Tunisia)
- Les Portes du passé di Rosine Mbakam (Camerun/Belgio)
- Lyiza di Marie-Clémentine Dusabejambo (Ruanda)
- Nouakchott P.K. 0 di AA.VV. (Mauritania/Francia)
- Nyami Nyami and the Evil Eggs di Tsitsi Dangarembga (Zimbabwe/Polonia)
- Om Ali di Yara Lofty (Egitto)
- Soubresauts di Leyla Bouzid (Tunisia/Francia)
- Sur la route du paradis di Houda Benyamina (Marocco/Francia)

### Concorso Extr'A
Il concorso Extr'A è stato dedicato ad opere di cineasti italiani girate nei tre continenti o con le tematiche relative all'immigrazione in Italia. Nel 2012 in questa sezione sono stati presentati 14 film:
- Aicha è tornata di Juan Martin Baigorria e Lisa Tormena (Italia)
- Bad Weather di Giovanni Giommi (Italia/Germania/Regno Unito)
- Bulaq di Fabio Lucchini e Davide Morandini (Italia)
- Ferrhotel di Mariangela Barbanente (Italia)
- Ho visto/Shuft di Andrea Balossi Restelli, Lucrezia Botton e Matteo Vivianetti (Egitto)
- I nostri anni migliori di Matteo Calore e Stefano Collizzolli (Italia)
- Il castello di Massimo D'Anolfi e Martina Parenti (Italia)
- Il nuovo sud dell'Italia di Pino Esposito (Italia/Svizzera)
- Jeans and Martò di Claudia Palazzi e Clio Sozzani (Italia)
- La curt de l'America di Lemnaouer Ahmine e Francesco Cannito (Italia)
- Locked in Limbo di Alvaro Lanciai (Italia)
- Mare chiuso di Stefano Liberti e Andrea Segre (Italia)
- Tahrir Liberation Square di Stefano Savona (Italia)
- White Men di Alessandro Baltera (Italia)

## Fuori concorso
La sezione FUORICONCORSO presenta una selezione di film e documentari sui tre continenti realizzati da registi occidentali.
- Africa nera, marmo bianco di Clemente Bicocchi (Italia)
- El shooq di Khaled El Hagar (Egitto/Francia)
- Le due storie di Adamà di Annamaria Gallone (Italia)
- Never Give Up di Alessandra Speciale e Cosetta Raccagni (Italia/India)

## Sezione tematica: E tutti ridono
- Beur sur la ville di Djamel Bensalah (Francia)
- Case départ di Fabrice Eboué (Francia)
- De l'huile sur le feu di Nicolas Benamou (Francia)

## Sezione retrospettiva: Ombre digitali
- Fuck Cinema di Wu Wenguang (Cina)
- Meishi Street di Ou Ning (Cina)
- The Other Half di Ying Liang (Cina)
- Little Moth di Peng Tao (Cina)
- The Love of Mr. An di Yang Lina (Cina)
- Oxhide II di Liu Jiayin (Cina)
- The High Life di Zhao Dayong (Cina)

## Sezione speciale: Mondo Arabo/Atto II
- Bulaq di Fabio Lucchini e Davide Morandini (Italia)
- Demain, Alger? di Amin Sidi-Boumédiène (Algeria)
- Ho visto di Andrea Balossi Restelli, Lucrezia Botton e Matteo Vivianetti (Egitto)
- I nostri anni migliori di Matteo Calore e Stefano Collizzolli (Italia)
- El Shooq di Khaled El Hagar (Egitto/Francia)
- Mort à vendre di Faouzi Bensaïdi (Marocco/Belgio/Francia)
- Om Ali di Yara Lotfy (Egitto)
- Rouge Parole di Elyes Baccar (Tunisia/Svizzera/Qatar)
- Sur la planche di Leïla Kilani (Marocco/Francia)
- Tahrir Liberation Square di Stefano Savona (Italia)

## Premi

### Premi ufficiali
- Miglior lungometraggio Finestre sul Mondo: Aujourd'hui di Alain Gomis (Francia/Senegal)
  - menzioni speciali a:
    - Man Without a Cellphone di Sameh Zoabi (Palestina/Canada/Usa)
    - Ulises di Óscar Godoy (Cile/Argentina)
- Miglior Film Africano: Mort à vendre di Faouzi Bensaïdi (Marocco/Belgio/Francia)
- Miglior documentario Finestre sul Mondo: Rouge Parole di Elyes Baccar (Tunisia/Svizzera/Qatar)
  - menzione speciale a: El lugar más pequeño di Tatiana Huezo Sánchez (Messico)
- Miglior cortometraggio africano: Sur la route du paradis di Houda Benyamina (Marocco/Francia)
  - menzione speciale a: A Resident of the City di Adham El Sherif (Egitto)

### Premi speciali
- Premio “Città di Milano” al lungometraggio più votato dal pubblico: UFO in Her Eyes di Guo Xiaolu (Cina/Germania)
- Premio ACRA al miglior video della sezione Extr'A: Mare chiuso di Stefano Liberti e Andrea Segre (Italia)
  - menzioni speciali a:
    - La curt de l'America di Lemnaouer Ahmine e Francesco Cannito (Italia)
    - Jeans and Martò di Claudia Palazzi e Clio Sozzani (Italia)
- Premio Babel: Jeans and Martò di Claudia Palazzi e Clio Sozzani (Italia)
- Premio CEM-Mondialità al miglior cortometraggio: Sur la route du paradis di Houda Benyamina (Francia/Marocco)
- Premio CINIT: Lyiza di Marie-Clémentine Dusabejambo (Ruanda)
- Premio CUMSE: Nouakchott P.K. 0 di AA.VV. (Mauritania/Francia)
- Premio ISMU: Soubresauts di Leyla Bouzid (Tunisia/Francia)
- Premio SIGNIS (OCIC e UNDA): Aujourd'hui di Alain Gomis (Francia/Senegal)
  - Menzione speciale a: La Vièrge, les Coptes et moi di Namir Abdel Messeeh (Egitto/Francia)
- Premio Razzismo Brutta Storia: Mare chiuso di Stefano Liberti e Andrea Segre (Italia)
- Premio TRENORD: Jeans and Martò di Claudia Palazzi e Clio Sozzani (Italia)

## Giurie

### Concorso lungometraggi Finestre sul mondo
- Marco Bechis – regista – Italia (presidente)
- Ou Ning – regista e artista - Cina
- Katayoon Shahabi – produttrice – Iran

### Concorso Miglior film africano
- Mario Serenellini – giornalista – Italia (presidente)
- Giorgio Moro – giornalista – Italia
- Anna Maria Pasetti – giornalista – Italia

### Concorso documentari Finestre sul mondo
- Isabel Arrate Fernandez – Manager Jan Vrijman Fund dell'IDFA – Paesi Bassi (presidente)
- Beatrice Coletti – Direttrice di Babel - Italia
- Piero Zardo – Caporedattore Cultura di “Internazionale” – Italia